# Deko (televizní stanice)
Deko (dříve TV Deko) byl prvním a jediným tematickým televizním kanálem pro kutily ve střední Evropě. Vysílání bylo určeno pro celou rodinu. Cílovou skupinou byly obyvatelé měst ve věku mezi 18 a 59, dále pak senioři a děti . Programovou náplň tvořily pořady a dokumenty vlastní i převzaté zahraniční produkce o bytových dekoracích, přestavbách, kutilství, budování zahrad, architektuře, designu a domácích pracích. Vysílaly se také pořady pro děti, které si chtěli za pomocí rodičů vyrobit vlastní hračky. TV Deko vysílalo v češtině a maďarštině od 8:00 do 22:00 hodin.

## Historie
Volnočasový tematický program pro kutily a zahrádkáře TV Deko zahájil vysílání na českém a maďarském trhu 1. prosince 2005. Od prvního dne vysílání byl kanál zařazen do kabelových sítí UPC a satelitní platformy UPC Direct, odkud se také vysílal distribuční signál. Kanál byl nabízen v základní nabídce. Díky kabelové televizi mělo možnost tento kanál sledovat 600 000 domácností v Maďarsku a 450 000 domácností v České republice a na Slovensku.
Na rok 2006 se plánovala expanze na rumunský trh, ke které však nedošlo .
V roce 2007 společnost Chellomedia prostřednictvím společnosti Minimax Media (od roku 2008 Chello Central Europe) odkoupila od provozovatele Filmmúzeum televizní kanály TV Paprika, TV Deko a Filmmúzeum a stává se jejích novým provozovatelem .
Od 1. února 2008 zařazuje O2TV televizní stanici Deko do své nabídky O2 TV Styl Plus .
Dne 26. září 2008 prošel kanál změnou grafiky a vizuálu. Z loga byl původní název TV Deko nahrazen na Deko. Grafika byla laděna do žluté barvy slunečního odstínu.
Od 12. ledna 2010 přidal slovenský IPTV operátor Magio televizní stanici Deko do svého balíčku s názvem Pre pánov .
Vysílání Deka bylo 15. dubna 2011 nahrazeno novou stanicí podobného zaměření s názvem Spektrum Home, čímž došlo k posílení značky Spektrum .

## TV pořady

### Vlastní tvorba
- Andělské nápadky
- Ať to šlape
- Aviatik
- Biodům
- Byt či nebyt
- Bytová móda - list za listem
- Celebyty
- Co vyprávěl architekt
- Dekorace dámské trojice I
- Dekorace dámské trojice II
- Design star
- Dětský pokoj
- Dílna
- Doktor Dekor
- Doma v cizině
- Ekotipy
- E2 design
- India
- Jak bydlíme dnes I
- Jak bydlíme dnes II
- Klub designerů
- Konzelná lampa
- Korálky
- Kutilská abeceda
- My jsme malí řemeslníci...
- Naše malé městečko
- Od jara do podzimu na biopozemku
- Patina
- Podstromáky
- Pozor, na střeše se pracuje!
- Proklepnuto - odklepnuto
- Současná architektura v Budapešti
- TOP 3
- Topdesigner bude ze mě!
- Tři terasy
- U zlatých ručiček 62
- V rodném domě
- Ve francouzském stylu
- Vánoční drobnohled
- Vidlička, nůž a design
- Vlasec a uzel
- Výklad
- Zahradnická abeceda
- Zahrady vyprávějí
- Zapusobit.com
- Zařiď to!
- Zelenáč a jeho house
- Zelenáč - Zahradnická škola pro začátečníky
- Zvedněme kotry!
- 1 byt 3 plány
- 10 dětí, 10 pokojů
- 12 pokojů
- 3K

### Převzatá tvorba
- Afrika - umění a řemesla
- Akční víkend
- Alter Eco
- Americký sen
- Cetky a tretky
- Co hlásá průčelí
- D jako design
- Deset finských architektů
- Designeři
- Dobře využitý prostor I
- Dobře využitý prostor II
- Domy budoucnosti
- Domy na kolejích
- Ekoarchitektura
- Chtělo by to změnu
- Chytnout druhý dech
- Hlavní výhra - Rajská zahrada!
- Islám v umění a architektuře
- Jak se stát zahradníkem
- Jen pro pořádek I
- Jen pro pořádek II
- Kristie to ukáže - i přes Vánoce
- Kristie Vás naučí
- Laurentové zahrady
- Lesk a bída kutilů
- Makeover Wish
- Marimekko
- Martha doma nezahálí
- Mechanibalové
- Milovníci starožitností
- Moje bydlení
- Nejhezčí dům v ulici
- Nejstylovější místa Evropy
- Nové oblečení země
- Nový háv
- Oči pro pláč
- Otevřené zahrady
- Perfektní Petr
- Pokojový servis
- Procházky s architektem
- Přestavba
- Přestavba snů
- Přešité bydlení I
- Přešité bydlení II
- Příchod - odchod - obchod
- Razie Colina a Justina
- Redakční uzávěrka
- Renovace bytů v Hollywoodu
- Revoluce na zemi
- Rozdováděné bydlení
- Sběratelská vášeň
- Shigeru Ban
- Skryté možnosti
- Spor o nejlepší zahradu - Zahrada ve 20 minutách
- Styločáry
- Svalovci
- Šikulka I
- Šikulka II
- Tady bude pořádek
- Ticho, už to roste
- To je pro ně hračka
- To si dáte do rámečku
- Umění a styl
- Umíte to!
- V monumentálním měřítku
- Valentini - Rodinný podnik
- Ve dvou se to lépe táhne?
- Ve společném bytě
- Vertikální města
- Z deníku sadaře
- Za víkend se to zvládne
- Zahrádka a zvířátka
- Zahrada na předpis
- Zahrady z počítače
- Zahradničení s Marthou Stewartovou
- Zázraky do dvou dnů
- Záskok
- Zelená síla

## Dostupnost

### Satelitní vysílání
| Družice           | Frekvence (GHz), SR, FEC | Platforma        | Kódování                          | Vysílací čas (SEČ) | Poznámka                                   |
| ----------------- | ------------------------ | ---------------- | --------------------------------- | ------------------ | ------------------------------------------ |
| Astra 1M (19.2°E) | 11.992/H, 27500, 3/4     | UPC Direct       | CryptoWorks, Nagravision 3        | 08:00 - 00:00      | 2006-2010 Dostupný v maďarštině a češtině  |
| Amos 3 (4°W)      | 10.842/V, 30000, 2/3     | T-Home           | Conax                             | 08:00 - 00:00      | 2008-2009; Dostupný v maďarštině           |
| Amos 3 (4°W)      | 10.722/V, 30000, 2/3     | Magio TV, T-Home | Conax                             | 07:00 - 00:00      | 2009-2011; Dostupný v maďarštině a češtině |
| Thor 6 (0.8°W)    | 11.804/V, 28000, 7/8     | UPC Direct       | Conax, CryptoWorks, Nagravision 3 | 07:00 - 00:00      | 2010 Dostupný v maďarštině a češtině       |

### Kabelová televize
Níže je uveden seznam kabelových sítí, které si televizní program Deko nechaly zaregistrovat u Rady pro rozhlasové a televizní vysílání.

#### Česká republika
- AnSat-TKR s.r.o.
- BKS Capital Partners a.s.
- CABEL MEDIA s.r.o.
- CATR s.r.o.
- CORSAT s.r.o.
- FORCOM NET
- HDD s.r.o.
- Jiří Ouda
- Kabel Ostrov
- Kabelová televize CZ
- Kabelová televize Karviná a.s.
- Kabelová televize Kopřivnice
- Kabelová televize Přerova
- Kabelová televize Třinec
- Karneval Media
- KATRO SERVIS s.r.o.
- KELI s r.o.
- K+K Cable s.r.o.
- MAME Moravské Budějovice
- Město Přibyslav
- Nej TV a.s.
- RTV-5 s.r.o.
- SATT a.s.
- Satturn Holešov
- STAR - MONT Pardubice s.r.o.
- TETA s.r.o.
- TKR Jašek s.r.o.
- TKW s.r.o.
- TV CABLE s.r.o.
- T-Systems PragoNet
- UPC Česká republika
- 4M Rožnov

### IPTV
Níže je uveden seznam IPTV operátorů, ve kterých je nabízen program Deko.

- Blue4.cz s.r.o.
- COMA s.r.o.
- COPROSYS a.s.
- Czech On Line a.s.
- Dragon Internet a.s.
- Evkanet s.r.o.
- F.C.A. a.s.
- GRRAPE SC a.s.
- HB TV s.r.o.
- INTERNEXT 2000
- JON.CZ s.r.o.
- J.D.Production s.r.o.
- KonekTel a.s.
- Magnalink a.s.
- MATTES AD s.r.o.
- MAXPROGRES s.r.o.
- O2TV
- PODA s.r.o.
- RIO Media a.s.
- SELF servis
- SMART Comp a.s.
- STARNET s.r.o.
- WMS s.r.o.